# 4589 McDowell
A 4589 McDowell (ideiglenes jelöléssel 1933 OB) a Naprendszer kisbolygóövében található aszteroida. Karl Wilhelm Reinmuth fedezte fel 1933. július 24-én.